# Жизнь как сон
Жизнь как сон (англ. Life Is But a Dream) — это автобиографический, телевизионный фильм, режиссёр и исполнительный продюсер американская певица Бейонсе. Фильм был выпущен 16 февраля 2013 года в сети HBO , вместе с Parkwood Entertainment (Ноулз управляющая компании). Фильм использует сочетание профессиональной съемки, частное видео из ноутбука Бейонсе и выступление 4 мая 2012 в Revel Atlantic City. После его выхода, фильм получил смешанные отзывы от критиков. Номинирован на NAACP Image Award за выдающийся Документальный фильм на 45th NAACP Image Awards.

## Роли
- Бейонсе
- Jay-Z
- Блу Айви Картер
- Тина Ноулз
- Мэтью Ноулз
- Келли Роулэнд
- Соланж Ноулз
- Мишель Уильямс
- Фарра Франклин

## Релиз
"Я бы не выпустила фильм только ради собственной документации. Я хотела, чтобы он выразил то, чему я верю, чтобы быть уверенной – что это не случайно, что у всего есть причина и что мы должны ощущать небольшие подсказки жизни".
С 2005 Ноулз наняла "визуального директора", чтобы снять её жизнь, и также использовала видеокамеру на её персональном компьютере.
СМИ приветствовали фильм как редкий проблеск в её частную жизнь. Он включал в себя события её брака с Jay-Z, её ошибки, рождения дочери Блу Айви, а также ссору с её отцом и менеджером Мэтью Ноулзом. В интервью Ноулз для журнала GQ: "Я всегда борюсь. Сколько мне рассказать о себе? Как я держу своё смирение? Как я держу свой дух и действительность? И как я продолжаю быть щедрой к — моим поклонникам и к моему ремеслу? Но как я остаюсь проникновенной? И это - сражение моей жизни. Когда я иду в стадию, я в состоянии выйти из своей раковины и быть столь невероятной, и чрезмерно сильной, какой я хочу быть".

В Великобритании, премьера состоялась на BBC One 28 марта 2013 года в 10.35 часов. Фильм был опубликован в Австралии через Village Cinemas 8 мая 2013. В Бельгии фильм показали на телестанции Eén 9 мая 2013.

## Продвижение
Фильм был показан впервые в театре Зигфелд в Нью-Йорке 12 февраля 2013. На премьере фильма присутствовал её муж Jay-Z, мать Тина Ноулз, сестра Соланж Ноулз, Опра Уинфри, Рассел Симмонс и Доуцен Кроэс. Ноулз появился на шоу Опры Уинфри, чтобы обсудить содержание и создание фильма, а также её недавнее шоу на Супербоул.

## Прием
Сайт Metacritic, который присваивает взвешенный средний рейтинг из 100 отзывов от господствующих критиков, дал фильму среднюю оценку 56 основываясь на 14 обзорах. Опра Уинфри, которая посетила премьеру и взяла интервью у Ноулз перед показом, сказала, что: "Потрясла меня, я была в слезах.... Она сделала удивительную работу... Я думаю, что этот документальный фильм - поменял правила игры". Журнал People описал документальный фильм как "тонкий" и "симпатичный". 

Джеррик Д. Кеннеди от Los Angeles Times написал, что документальный фильм "Остается победой для её поклонников. Случайные зрители скорее всего подберут тот же самый смысл жизни суперзвезды, как в журнале. Но для серьезных поклонников отчаянно частной суперзвезды, это остается окном в её жизнь". Tirdad Derakhshani Филадельфийской Сети СМИ написал, что Жизнь как сон, "Тщательно фильтрованный снимок художника, у которого есть достаточно власти стать производителем её собственного мифа".

## Рейтинги
Документальный фильм собрал 1.8 миллиона зрителей за первый эфир. Это была самая многочисленная аудитория для документального фильма HBO. Эпизод Oprah's Next Chapter, в котором Ноулз появилась, чтобы обсудить фильм посмотрели 1,3 млн зрителей.

## Диск
Жизнь как сон был выпущен на DVD и Blu-ray 25 ноября 2013 в наборе с 2 дисками с бонусной видеозаписью концерта, снятой в  Revel Atlantic City в 2012 году названный Live in Atlantic City. Также была записана новая песня "God Made You Beautiful" (посвящена её дочери Блу). DVD Бейонсе стал первым в UK Music DVD-Chart и её четвёртым видео номер один в Billboard Top Music Videos Сhart. Он был также успешным в разных странах Европы, войдя в десятку в нескольких чартах.